# Katja
Katja is een meisjesnaam. In Duitsland, Nederland, Vlaanderen, en Scandinavië is het een vleivorm van Catharina.

## Bekende naamdraagsters
- Katja Schuurman
- Katja Retsin
- Katja Ebstein
- Katja Staartjes
- Katja Seizinger
- Katja Franzen

## Merk
- Katja, een snoepmerk van Royal Fassin

## Films
- Katia (1938), een film uit 1938 onder regie van Maurice Tourneur
- Katia (1959), een film uit 1959 onder regie van Robert Siodmak

## Fictieve naamdraagsters
- Katja Bell (Harry Potter)
- Katja, een beeld van Eddy Roos

## Overig
- Katia (orkaan), cycloon in 2011